# Údolí padlých
Údolí padlých (španělsky El Valle de los Caídos, oficiálně přejmenované na El Valle de Cuelgamuros) je pomník postavený v letech 1940 až 1958 v obci San Lorenzo de El Escorial v madridském společenství. Nachází se 9,5 km severně od kláštera El Escorial v pohoří Sierra de Guadarrama. Na jeho podobě spolupracovali architekti Pedro Muguruza a Diego Méndez. Náleží ke španělskému národnímu dědictví od roku 1957, kdy byl zpřístupněn veřejnosti.
Francisco Franco nařídil jeho výstavbu a byl zde také pohřben vedle Josého Antonia Prima de Rivery, zakladatel strany Falanga, spolu s 33 872 frankisty a republikány, kteří bojovali v občanské válce. Na této kontroverzní stavbě se podílelo i zhruba dvacet tisíc politických vězňů z řad někdejších republikánů.
Kříž památníku měří 95 metrů a je považován za nejvyšší kříž na světě.

## Historie

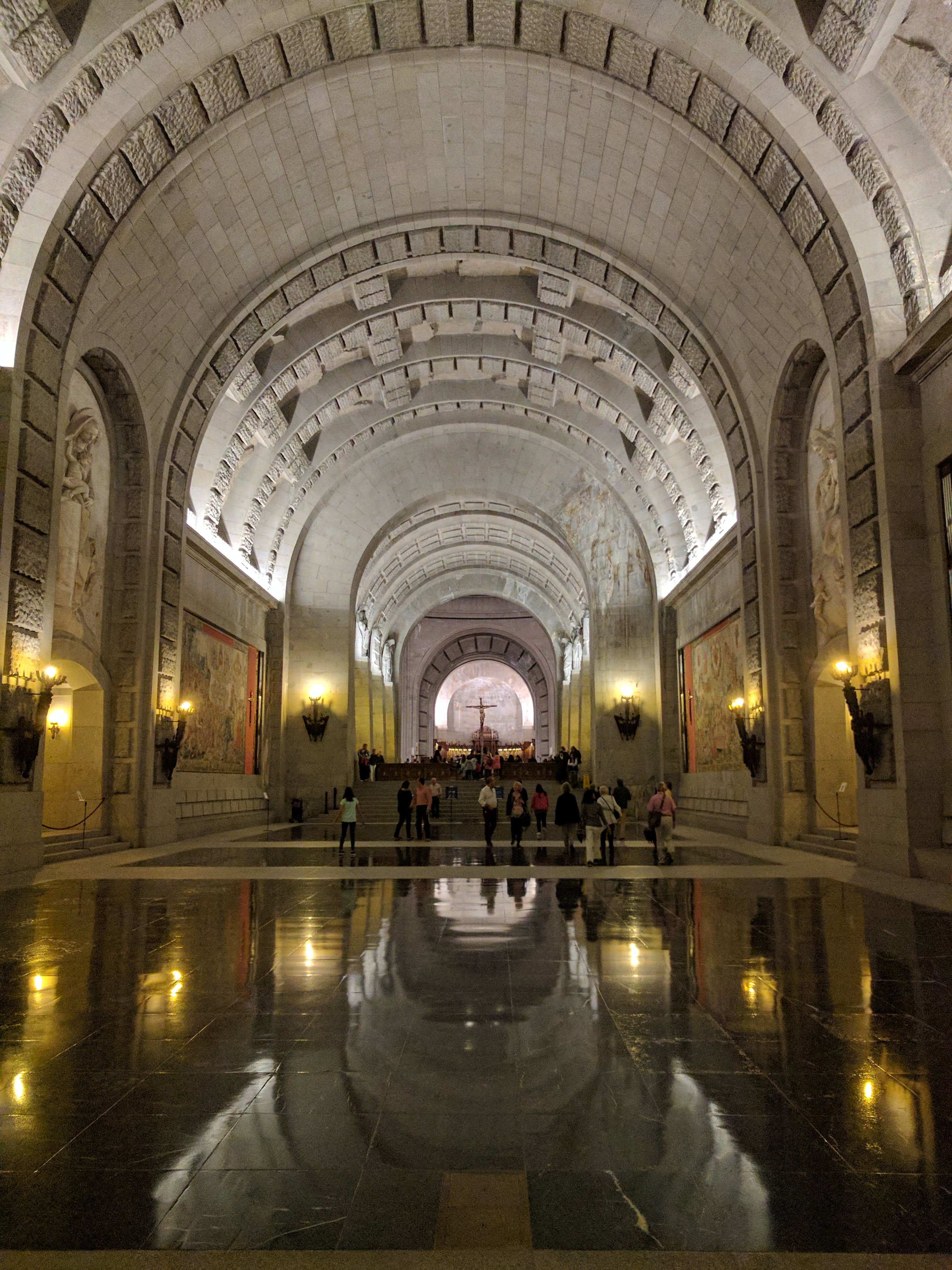
Interiér baziliky

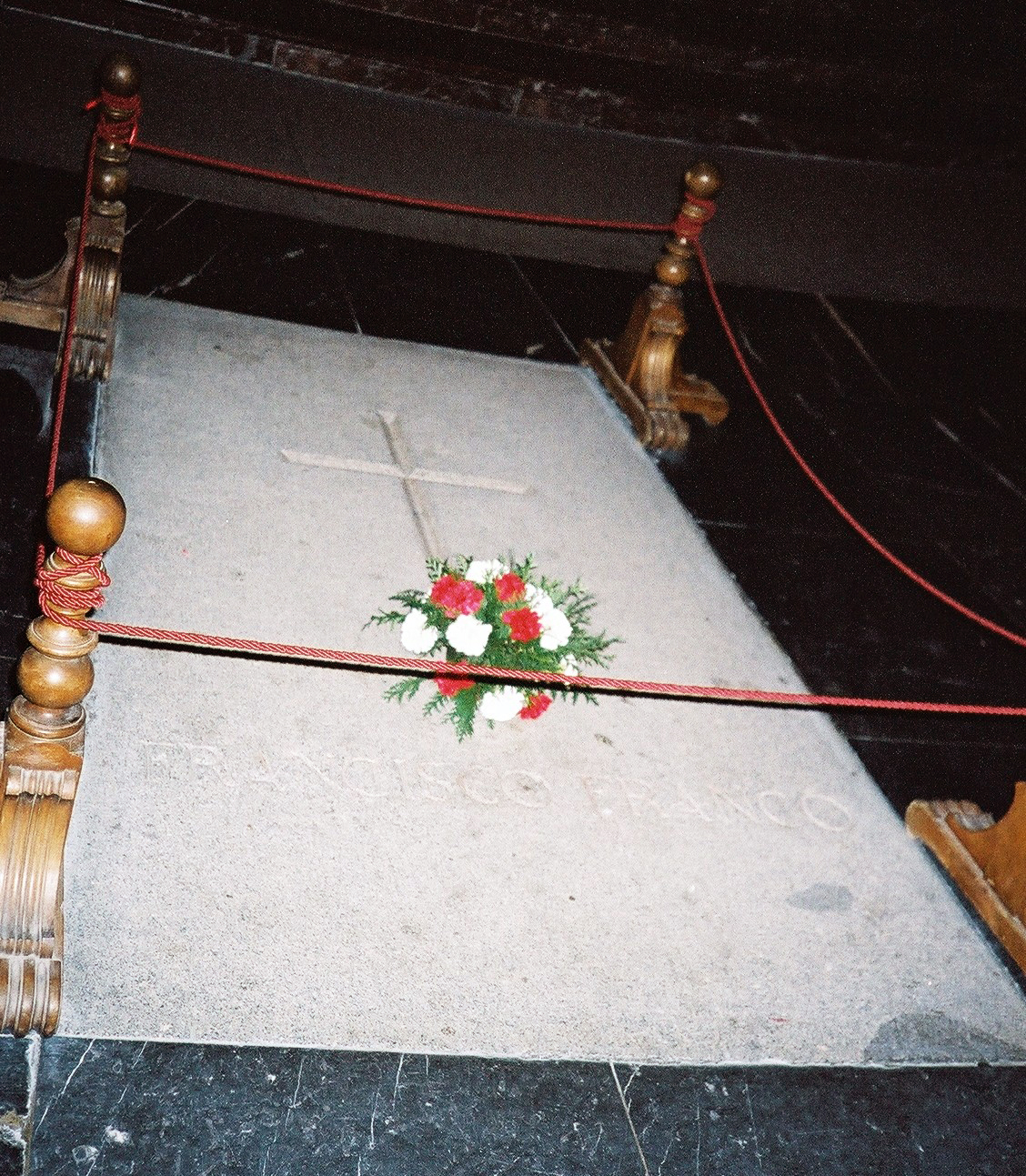
Hrobka Francisca Franca (2005)

Konstrukce monumentu byla započata v roce 1940 a dokončena v roce 1959. Projekt byl vyzdoben monumentálními sochami Juana de Ávalose a kopulí s mozaikou barcelonského umělce Santiaga Padróse. V klášterních archivech jsou záznamy o přibližně polovině pohřbených. Identita druhé poloviny není známa. Juan Pinyol prokázal, že nejméně 500 z těl bylo ilegálně přesunuto; případ byl otevřen soudcem a aktivistou Baltasarem Garzónem.
I na počátku 21. století si každého 20. listopadu (datum úmrtí Franca a Rivery) v Údolí padlých zastánci extrémní pravice (frankisté a falangisté) připomínali jejich úmrtí.
V červnu 2018 potvrdil nově zvolený premiér, předseda španělských socialistů Pedro Sánchez, že Frankovy ostatky budou exhumovány a předány rodině. Údolí padlých se podle něj má stát památníkem boje proti fašismu. K přesunu ostatků na hřbitov Mingorrubio v madridském městském obvodě Fuencarral – El Pardo došlo 24. října 2019.
Zákonem o demokratické paměti 2022 došlo ke změně oficiálního názvu na El Valle de Cuelgamuros. Předchozí zákon o historické paměti z roku 2007 zakazuje jakékoliv akty oslavující frankistickou diktaturu a občanskou válku a památník zřizuje jako místo uznání, připomenutí, vzpomínky a pocty všem obětem zde pohřbeným. Místo se podle tohoto zákona č. 52/2007 má přísně řídit pravidly obecně platnými pro místa bohoslužeb a veřejných hřbitovů.

## Benediktinské opatství
V komplexu se nachází benediktinské opatství (náležející do francouzské benediktinské kongregace), jehož jedna část se přestavěla na ubytování pro turisty, dále bazilika vykopaná ve skále, kde se do roku 2019 nacházela hrobka Francisca Franca a do roku 2023 Josého Antonia Primo de Rivery.

## Budoucnost
Socialistická vláda Pedra Sáncheze usilovala i o stržení kříže a odsunutí benediktinských mnichů, nicméně podle dohody s madridskou arcidiecézí z jara 2025 by oba prvky památníku měly zůstat zachovány.